# Liste der Länderspiele der Fußballnationalmannschaft des Britischen Mandatsgebiets Palästina
Die nachfolgende Liste enthält alle Länderspiele der ehemaligen Fußballnationalmannschaft des Britischen Mandatsgebiets Palästina der Männer. Die Fußballnationalmannschaft des Britischen Mandatsgebiets Palästina war die Fußballnationalmannschaft der, infolge des Ersten Weltkrieges von Großbritannien besetzten und anschließend auf der Konferenz von Sanremo annektierten autonomen Provinz Palästina des Osmanischen Reiches. Nach der Gründung des Fußballverbandes des Britischen Mandatsgebiets Palästina, Eretz Israel Football Association (EIFA) im Jahr 1928, bestritt die Fußballnationalmannschaft des Britischen Mandatsgebiets Palästina ihr erstes Länderspiel am 16. März 1934 im Rahmen der Qualifikation zur Fußball-Weltmeisterschaft gegen Ägypten. Insgesamt wurden fünf Länderspiele ausgetragen. Sowohl die FIFA, als auch der israelische Fußballverband Israel Football Association (IFA) und der palästinensische Fußballverband Palestinian Football Association (PFA) erkennen alle Länderspiele an.

## Länderspielübersicht
Legende
- Erg. = Ergebnis
- n. V. = nach Verlängerung
- i. E. = im Elfmeterschießen
- abg. = Spielabbruch
- H = Heimspiel
- A = Auswärtsspiel
- * = Spiel auf neutralem Platz
- Hintergrundfarbe grün = Sieg
- Hintergrundfarbe gelb = Unentschieden
- Hintergrundfarbe rot = Niederlage

| Nr. | Datum      | Erg. | Gegner       |   | Austragungsort                          | Anlass                                | Bemerkung |
| --- | ---------- | ---- | ------------ | - | --------------------------------------- | ------------------------------------- | --- |
| 1   | 16.03.1934 | 1:7  | Ägypten      | A | Kairo (EGY), British Army Ground        | Weltmeisterschaft 1934- Qualifikation | Erstes Auswärtsspiel Erste Niederlage Höchste Niederlage Erstes Tor durch Avraham Nudelmann Erstes Länderspiel gegen Ägypten |
| 2   | 06.04.1934 | 1:4  | Ägypten      | H | Tel Aviv, Hapoel Ground                 | Weltmeisterschaft 1934- Qualifikation | Erstes Heimspiel |
| 3   | 22.01.1938 | 1:3  | Griechenland | H | Tel Aviv, Maccabiah Stadium             | Weltmeisterschaft 1938- Qualifikation | Erstes Länderspiel gegen Griechenland                                                                                        |
| 4   | 20.02.1938 | 0:1  | Griechenland | A | Athen (GRE), Stádio Leofórou Alexándras | Weltmeisterschaft 1938- Qualifikation | |
| 5   | 27.04.1940 | 5:1  | Großlibanon  | H | Tel Aviv, Maccabiah Stadium             | Freundschaftsspiel                    | Erster Sieg Höchster Sieg Erstes Länderspiel gegen den Großlibanon                                                           |

## Statistik
In der Statistik werden nur die offiziellen Länderspiele berücksichtigt.
Legende
- Sp. = Spiele
- Sg. = Siege
- Uts. = Unentschieden
- Ndl. = Niederlagen
- Hintergrundfarbe grün = positive Bilanz
- Hintergrundfarbe gelb = ausgeglichene Bilanz
- Hintergrundfarbe rot = negative Bilanz

### Gegner
| Land         | Kontinentalverband | Sp. | Sg. | Uts. | Ndl. | Torverhältnis |
| ------------ | ------------------ | --- | --- | ---- | ---- | ------------- |
| Ägypten      | keiner 1           | 2   | 0   | 0    | 2    | 02:11         |
| Griechenland | keiner 2           | 2   | 0   | 0    | 2    | 1:4           |
| Großlibanon  | keiner 3           | 1   | 1   | 0    | 0    | 5:1           |
| Gesamt       | Gesamt             | 5   | 1   | 0    | 4    | 08:16         |

### Anlässe
| Anlass                                 | Sp. | Sg. | Uts. | Ndl. | Torverhältnis |
| -------------------------------------- | --- | --- | ---- | ---- | ------------- |
| Weltmeisterschaft-Qualifikationsspiele | 4   | 0   | 0    | 4    | 03:15         |
| Freundschaftsspiele                    | 1   | 1   | 0    | 0    | 5:1           |
| Gesamt                                 | 5   | 1   | 0    | 4    | 08:16         |

### Spielarten
| Spielart                       | Sp. | Sg. | Uts. | Ndl. | Torverhältnis |
| ------------------------------ | --- | --- | ---- | ---- | ------------- |
| Heimspiele (H)                 | 3   | 1   | 0    | 2    | 7:8           |
| Spiele auf neutralem Platz (*) | 0   | 0   | 0    | 0    | 0:0           |
| Auswärtsspiele (A)             | 2   | 0   | 0    | 2    | 1:8           |
| Gesamt                         | 5   | 1   | 0    | 4    | 08:16         |

### Austragungsorte
| Austragungsort                   | Land                                               | Sp. | Sg. | Uts. | Ndl. | Torverhältnis |
| -------------------------------- | -------------------------------------------------- | --- | --- | ---- | ---- | ------------- |
| Athen                            | Griechenland                                       | 1   | 0   | 0    | 1    | 0:1           |
| Kairo                            | Ägypten                                            | 1   | 0   | 0    | 1    | 1:7           |
| Tel Aviv (heute: Tel Aviv-Jaffa) | Britisches Mandatsgebiet Palästina (heute: Israel) | 3   | 1   | 0    | 2    | 7:8           |
| Gesamt                           | Gesamt                                             | 5   | 1   | 0    | 4    | 08:16         |